# Kaminskas
Kaminskas ist ein litauischer männlicher Familienname, abgeleitet von kaminas.

## Weibliche Formen
- Kaminskaitė (ledig)
- Kaminskienė (verheiratet)

## Namensträger
- Algimantas Kaminskas (* 1957), Schachspieler
- Antanas Zenonas Kaminskas (* 1953), Politiker, Wirtschaftsminister
- Darius Kaminskas (* 1966), Arzt und Politiker, Seimas-Mitglied
- Dovydas Kaminskas (* 1989), Politiker, Bürgermeister von Tauragė
- Leopoldas Kaminskas (1923–2018), Ingenieur
- Vytautas Kaminskas (1946–2022), Informatiker, Professor und VDU-Rektor